# HD 140283
Cet article concerne l'étoile surnommée Mathusalem. Pour les homonymes, voir Mathusalem (homonymie).
Désignations
HD 140283, surnommée étoile-Mathusalem,, est une étoile sous-géante de la Voie lactée, située à environ ∼ 202 a.l. (∼ 61,9 pc) de la Terre. Elle s'est formée peu de temps après le Big Bang et est une des plus vieilles étoiles connues dans l'Univers.

## Caractéristiques
HD 140283 est située dans la constellation de la Balance. De magnitude apparente égale à 7,223, cette étoile est connue depuis plus d'un siècle comme une sous-géante de haute vitesse (environ 1,3 million de km/h).
En 2013, au moyen du Fine Guidance Sensor (interféromètres) du télescope spatial Hubble, l'astronome Howard Bond et son équipe déterminèrent son âge, égal à 14,5 ± 0,8 milliards d'années. Compte tenu de l'incertitude, l'âge obtenu n'entrait pas en conflit avec l'âge de l'Univers, estimé à 13,77 ± 0,06 Ga, mais les questions qu'aurait soulevé cet âge, s'il avait été réellement supérieur à l'âge de l'Univers lui-même, firent couler beaucoup d'encre.
En 2021, de nouvelles estimations plus précises donnent un âge compris entre 12,2 et 13,7 milliards d'années, ce qui est compatible avec l'âge estimé de l'univers, et qui fait de HD 140283 la plus vieille étoile connue.
HD 140283 est principalement composée d'hydrogène et d'hélium, et extrêmement déficiente en métaux. Ce n'est cependant pas une étoile de 1re génération, car ces dernières seraient composées exclusivement d'hydrogène et d'hélium.